# Purpura annulaire et télangiectasique de Majocchi
Le purpura annulaire ou Purpura annulaire et télangiectasique de Majocchi est une maladie chronique caractérisée par la présence de tâche violette avec une forme très ronde. 
Elle apparaît chez l'adulte, entre 40 et 50 ans. Elle touche en particulier les femmes (environ 75%).